# باشگاه فوتبال یونیون سن ژیلواز
باشگاه فوتبال رویال یونیون سن ژیلواز، یا به اختصار USG، یک باشگاه حرفه‌ای فوتبال در سنت ژیل از توابع بروکسل است که در لیگ برتر فوتبال بلژیک فعالیت می‌کند.
این تیم از۱۹۱۰ تا ۱۹۶۷رکورددار قهرمانی درلیگ بلژیک بود تا این که دراین سال اندرلشت باکسب دوازدهمین قهرمانی خود، به تنهایی رکورددار تعداد قهرمانی در لیگ بلژیک شد. در سال ۲۰۲۱، این باشگاه توانست با قهرمانی در سطح دوم فوتبال بلژیک، پس‌از ۴۸ سال، مجدداً به لیگ برتر بازگردد.

## افتخارات
- لیگ برتر فوتبال بلژیک
  - قهرمان (۱۱): ۱۹۰۳–۱۹۰۴, ۱۹۰۴–۱۰۹۵, ۱۰۹۵–۱۹۰۶, ۱۹۰۶–۱۹۰۷, ۱۹۰۸–۱۹۰۹, ۱۹۰۹–۱۹۱۰, ۱۹۱۲–۱۹۱۳, ۱۹۲۲–۱۹۲۳, ۱۹۳۲–۱۹۳۳, ۱۹۳۳–۱۹۳۴, ۱۹۳۴–۱۹۳۵
  - نایب قهرمان (۸): ۱۹۰۲–۱۹۰۳, ۱۹۰۷–۱۹۰۷, ۱۹۱۱–۱۹۱۲, ۱۹۱۳–۱۹۱۴, ۱۹۱۹–۱۹۲۰, ۱۹۲۰–۱۹۲۱, ۱۹۲۱–۱۹۲۲, ۱۹۲۳–۱۹۲۴
- لیگ دسته دوم فوتبال بلژیک (سطح دوم فوتبال)
  - قهرمان(۲): ۱۹۶۳–۱۹۶۴, ۲۰۲۰–۲۰۲۱
  - نایب قهرمان (۱): ۱۹۶۷–۱۹۶۸
- جام حذفی فوتبال بلژیک
  - قهرمان (۲): ۱۹۱۲–۱۹۱۳, ۱۹۱۳–۱۹۱۴